# Rudolf Teschner
Pour les articles homonymes, voir Teschner.
Rudolf Teschner est un joueur d'échecs allemand né le 16 février 1922 à Potsdam et mort le 23 juillet 2006 à Berlin-Steglitz.
Maître international depuis 1957, il a obtenu le titre de grand maître international honoraire en 1992.

## Carrière aux échecs
Teschner fut cinq fois champion de Berlin entre 1943 et 1952 et deux fois champion de Berlin-Ouest (en 1953 et 1957).
Il remporta le championnat d'Allemagne d'échecs de la zone soviétique en 1948 et le championnat d'Allemagne de l'Ouest (zones alliées) en 1951. Il finit deux fois premier ex æquo du tournoi d'échecs de Reggio Emilia : en 1963-1964 (vainqueur au départage) et 1964-1965 (battu au départage). En 1967, il remporta le tournoi B de Monaco (le tournoi A fut remporté par Bobby Fischer.
En 1960, il finit deuxième ex æquo du tournoi zonal de Berg en Dal et se qualifia pour le tournoi interzonal de 1962 à Stockholm où il marqua 6,5 points sur 22 (21e sur 23 participants).
En 1968, il partagea la quatrième place au tournoi international de Bamberg, ex æquo avec Wolfgang Unzicker (tournoi remporté par Paul Keres devant Tigran Petrossian et Lothar Schmid).

## Compétitions par équipe
Rudolf Teschner a représenté l'Allemagne lors des olympiades de 1952 (au premier échiquier) et de 1956 (échiquier de réserve) et des trois premiers championnats d'Europe par équipe (1957, 1961 et 1965) et de la coupe Mitropa de 1976 (victoire de Allemagne).

## Éditeur
Rudolf Teschner fut le dernier éditeur (rédacteur en chef) du Deutsche Schachzeitung de 1950 à 1988.